# 横道秀綱
横道 秀綱（よこじ/よこみち ひでつな）は、戦国時代の武将。尼子氏の家臣。尼子十勇士の一人とされる。
横道氏は石見国邇摩郡大家庄西郷横道村（現在の島根県大田市温泉津町福田横道）が発祥とされる。

## 生涯
出雲国の戦国大名・尼子氏の宿老・横道清高の子として誕生。弟に高光、高宗がおり、秀綱も合わせて「横道兄弟」として軍記物などに登場することも多い。
永禄9年（1566年）、毛利氏によって月山富田城が落城し、戦国大名としての尼子氏が滅ぶと秀綱も降伏して安芸国に送られる主君・尼子義久に随行しようとしたが毛利氏に認められず、弟たちと共に大和国の松永久秀の下に身を寄せた。やがて久秀の下を去り、山中幸盛らと共に尼子勝久を擁立する。織田信長の援助を受けながら主家再興につとめた。一時は城を得て尼子氏を再興するも、永禄13年（元亀元年・1570年）に出雲布部山城にて尼子軍6,000余と毛利軍10,000余が激突した（布部山の戦い）。しかし秀綱もこのとき、毛利方に寝返った姪婿の中井善左衛門に討たれた。